# 八丁沖の戦い
八丁沖の戦い（はっちょうおきのたたかい）は、戊辰戦争（北越戦争）の最中に行われた、奥羽越列藩同盟軍による新政府軍への奇襲攻撃。

## 経緯

### 長岡藩
幕末の長岡藩は、家老河井継之助の指揮の元に軍制改革に成功した。藩兵にフランス式の軍事訓練を行った。
慶応4年（1868年）1月3日に鳥羽・伏見の戦いが始まると、長岡兵60名は、旧幕府軍に属し大坂城付近の玉津橋を守ったが、旧幕府軍の敗北に伴い、藩兵は長岡藩領に帰国した。
河井は単身で江戸に行き、新政府に対抗するための軍事力を持つために、大量の武器を購入して、新政府にも旧幕府にも属さず、モンロー主義の影響を受けた獨立特行を主張した。
新政府軍の北陸道先鋒総督府より、兵士と軍資金を供出するように、命じられた時に、河井はこれを黙殺した。このような長岡藩の態度を問題視した新政府は、4月12日江戸城に入場すると、北越方面の平定に乗り出した。
そして、高倉永祜を北陸道鎮撫総督兼会津征討総督に任命して、黒田清隆と山県有朋が参謀に任命された。北陸道軍は越後高田に集結して、4月21日に山道軍と海道軍の二手に分かれて長岡に進撃を始める。その時、長岡藩は河井継之助を軍事総督に任命した。最初は河井は中立を目指し戦いに消極的だったが、奥羽列藩同盟が結成された後、5月初旬に村上藩、黒川藩、新発田藩、三根山藩、村松藩ら越後の藩と共に長岡藩も参加し、奥羽越列藩同盟が結成された。

### 北越戦争
5月2日の小千谷談判決裂後、5月10日に長岡藩は妙見山の榎峠を守る新政府軍に攻撃を開始し、北越戦争が始まった。翌日より、朝日山の争奪戦を行い、長岡藩が奪取した。この戦いで、長州の松下村塾の出身の時山直八が戦死する。　5月19日に新政府軍が長岡城を陥落させ、以降、長岡藩兵は奥羽越列藩同盟軍の一員として北越地区の要所で新政府軍と対峙・戦闘する状況が続いた。

## 八丁沖

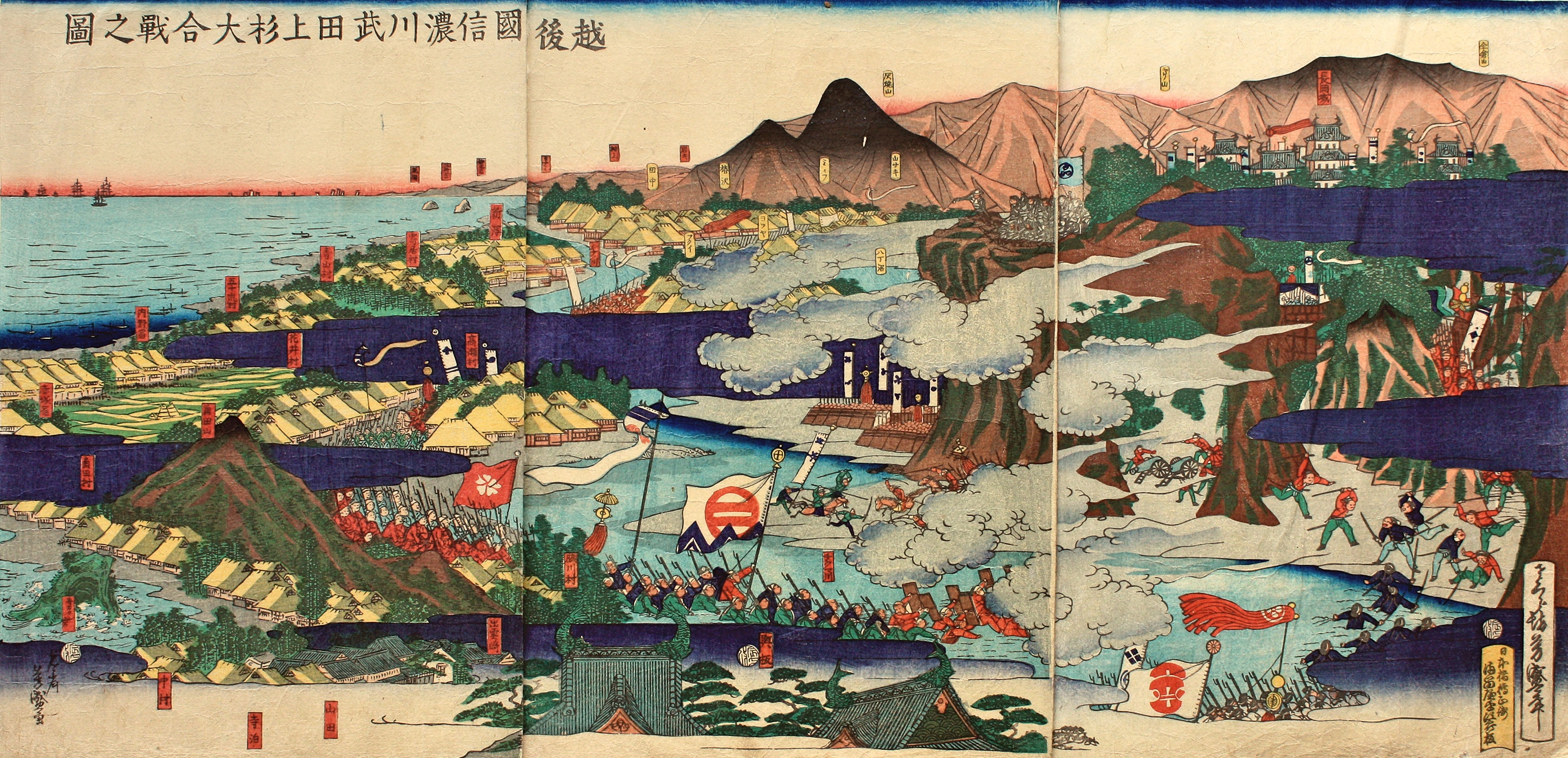
北越戦争を描いた浮世絵『越後国信濃川武田上杉大合戦之図』（当時の政府に配慮して、北越戦争を武田・上杉の戦いに見立てている）に八丁沖（長岡城の左下、図内では八丁沼）が描かれている。

慶応4年5月19日の長岡城陥落後、新政府軍が長岡に侵攻して猿橋川・八丁沖の南側を占領。北側を奥羽越列藩同盟軍が要所に陣地を置き対峙し、平野部は膠着状態になっていた。　そこで同盟軍側が現状突破策として考えたのが、新政府軍側では通行不能とみなしている八丁沖を徒渉して無警戒の敵陣に上陸する奇襲作戦で、同盟軍総督千坂高雅の談によると「長岡藩重役の三間市之進が八丁沖に人が渡れる浅瀬があると聞いたことがあると云うので、三間氏に要所を探ってもらい、こちらの方でも地元の漁師に聞いたりして判断した」と述べている。
八丁沖を徒渉する作戦は２回実施された。

### １回目の八丁沖徒渉作戦(6月22日)
最初の八丁沖徒渉作戦は同盟軍参謀甘糟継成「北越日記」によると、6月20日夜、河井継之助・佐川官兵衛が同盟軍本陣に来て建議し、同盟軍総督千坂高雅がこれを可としてその手配をしたと記載されている。
　6月22日午後4時に長岡藩四個小隊160余人・米沢藩 散兵隊二個小隊・会津藩四番隊半隊の兵が同盟軍側陣地を出発、八丁沖を１里ほど潜行し、夜8時半ごろ新政府軍側占領地域の福島村に上陸。　敵陣は無警戒で完全に虚をつかれ、奇襲は成功。　敵兵百余人は周章狼狽し戦わずに、赤裸のまま逃走。　ただし、その後の周辺部での新政府軍側の防御・反撃が著しく、米沢藩散兵隊第一隊長千坂多門他、戦死者多数に及び、結果として新政府軍戦線に楔を打ち込めず撤退。　
死傷者数は同盟軍側戦死16・傷20（長岡藩兵戦死10・傷20、米沢藩兵戦死1・傷８、会津藩兵戦死5・傷10）、新政府軍側戦死24・傷57(薩摩藩兵戦死５・傷３、長州藩兵戦死2・傷10、戸山藩兵戦死6・傷8、金沢藩兵戦死9・傷23、高田藩兵戦死2・傷12、田野口藩兵傷1) 
　大山柏は「この戦いによる同盟軍側の犠牲は大きかったが、戦術上無人地帯ないしは防備最薄部に対する攻撃は、容易に堅固なる陣地をも突破できるという大きな教訓をかち得たことが、のちに河井継之助みずから第一線に出動、指揮して敵線突破に成功したのは、この日の貴い流血、犠牲の賜物なのである。」と記している。

### 2回目の八丁沖徒渉作戦(7月24日) 長岡城奪還に成功
同盟軍では慶応4年7月20日に２回目の作戦を実行することで決定していたが、連日の大雨による増水で八丁沖徒渉が困難になり、減水を待って7月24日に実行された。　7月24日午後6時に出発し、翌日(25日)に長岡城奪還に成功する。　
この作戦は前回（6月22日）の体験を生かしたものだが、今度は八丁沖徒渉を河井継之助自らが長岡藩兵約700余名を率いて、夜間に長岡城に近い地域（富島：現在の八丁沖古戦場パーク）まで潜行・上陸して宮下村の敵陣地を襲撃、突破して直路、長岡城に迫りこれを回復、占領したうえ、上陸の狼煙を合図に全線に渡って同盟軍（主に米沢藩兵）が総攻撃を行い、戦況によっては信濃川を渡河して柏崎まで新政府軍を追撃するという大規模な案だった。　
長岡藩兵の八丁沖徒渉による作戦は計画通りに進み、長岡城奪還に成功。　長岡城は新政府軍司令部となっていて、総督府軍将西園寺公望及び参謀山県有朋以下のスタッフがいたが、山県は午前１時過ぎに起こされて、長岡藩による敵襲を知ると、直ちに警急を令し、特に西園寺軍将と錦旗は速やかに信濃川を渡り大島より関ケ原に退却を乞うた。　また、夜中の市街戦となると敵（長岡藩）は土地の事情に精通するうえ、住民もまた好意を表し、戦闘条件が甚だ不利と判断し、あえて決戦を避け諸隊に退却を命じた。　
一方、 新政府軍はもともと25日を総攻撃の日としていたため、長岡城から離れた前線には薩摩藩兵主力の精鋭部隊を配置していた。　八丁沖上陸の狼煙を合図に米沢藩兵はこの薩摩藩兵相手に正面から攻めかかることになって、両軍に死傷者が多数出る大激戦となり、長岡城への入城が遅れたうえ、河井継之助が25日の戦闘で被弾したため、その後の追撃計画は実行に移せなかった。
死傷者数は同盟軍側戦死119・傷83（長岡藩兵戦死63・傷47、米沢藩兵戦死56・傷36）、新政府軍側戦死69・傷133(御親兵戦死3・傷4、薩摩藩兵戦死31・傷62、長州藩兵戦死4・傷17、金沢藩兵戦死22・傷28、その他) 
すぐに新政府軍が反撃に転じ、29日に新政府軍は長岡城を再び陥落させる。長岡藩の残存兵力は河井継之助を担架に乗せて運び、会津に逃亡する。八十里越を超えて、8月5日に会津領に入った。
河井は会津で、松本良順の治療を受けるが、治療の甲斐もなく8月16日に息を引き取った。